# 1262

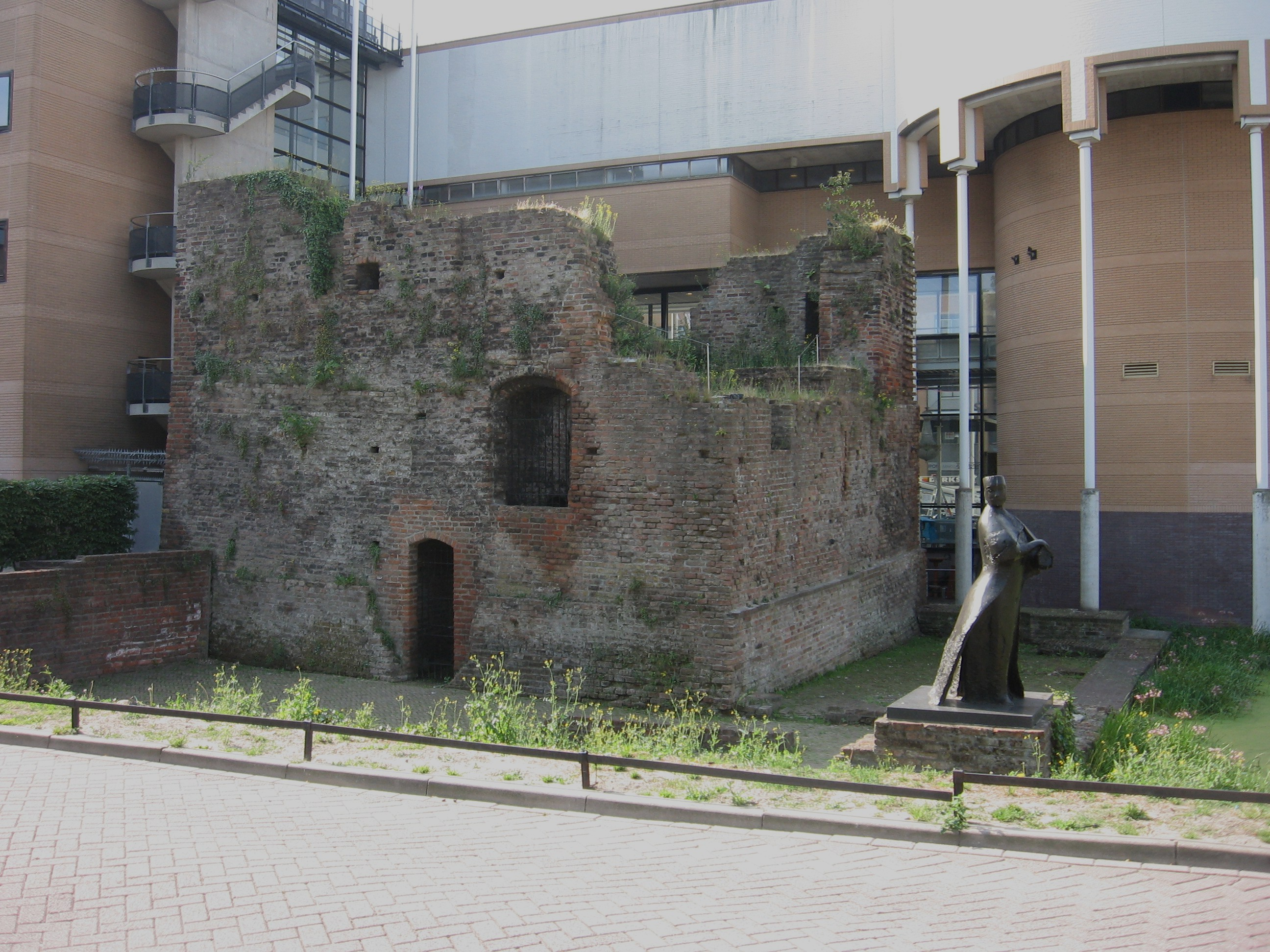
Restanten van het Huis te Riviere

Het jaar 1262 is het 62e jaar in de 13e eeuw volgens de christelijke jaartelling.

## Gebeurtenissen
maart
- 8 - Slag bij Hausbergen: De burgers van Straatsburg verslaan bisschop Walter von Geroldseck, waarmee de stad de status van vrije Rijksstad verwerft. Zie: Rijksstad Straatsburg.

mei
- 28 - De latere koning Filips III van Frankrijk trouwt met Isabella van Aragon

juli
- 22 - Paus Urbanus IV benoemt Ottone Visconti tot aartsbisschop van Milaan, tegen de wil in van de familie della Torre, heren van Milaan, die deze zetel bestemt voor Raimondo della Torre, de bisschop van Como. De heerser van het ogenblik, Martin della Torre, verbiedt aan Visconti de toegang tot de stad en verhindert hem de minste inkomst uit goederen in de streek van Milaan.

zonder datum
- IJsland verliest zijn onafhankelijkheid en wordt een vazal van Noorwegen.
- Koning Alexander III van Schotland claimt en bezet de Buiten-Hebriden, en begint daarmee de Schots-Noorse Oorlog.
- Chiang Rai wordt gesticht als hoofdstad van Lanna.
- Bihać wordt een vrije stad van het koninkrijk Hongarije.
- Breslau krijgt stadsrechten.
- De latere koning Peter III van Aragon trouwt met Constance van Sicilië
- De latere koning Leo III van Armenië trouwt met Keran.
- oudst bekende vermelding: Menton (21 juli)

## Kunst en literatuur
- Kasteel Huis te Riviere in Schiedam wordt gebouwd.

## Opvolging
- Abbasiden (kalief van Caïro): Al-Hakim I als opvolger van Al-Mustansir
- Bourbon: Mathilde II opgevolgd door haar zuster Agnes II
- Manipur: Puron Thaaba opgevolgd door Khumomba
- Mazovië: Ziemovit I opgevolgd door zijn zonen Koenraad II en Bolesław II
- Naxos: Angelo opgevolgd door Marco II
- Nevers: Mathilde II van Bourbon opgevolgd door haar dochter Yolande van Bourgondië

## Geboren
- Ladislaus IV, koning van Hongarije (1272-1290)
- Bernard Gui, Occitaans bisschop en schrijver (jaartal bij benadering)
- Sangpo Päl, Tibetaans geestelijk leider (jaartal bij benadering)

## Overleden
- 23 april - Egidius van Assisi, Italiaans monnik
- 23 juni - Ziemovit I, hertog van Mazovië
- Angelo Sanudo, hertog van Naxos
- Olivier I de Clisson, Bretons edelman
- Otto van der Mark, Duits edelman
- Richard de Clare (~40), Engels edelman